# 971 (číslo)
Devět set sedmdesát jedna je přirozené číslo. Římskými číslicemi se zapisuje CMLXXI a řeckými číslicemi ϡοα´. Následuje po čísle devět set sedmdesát a předchází číslu devět set sedmdesát dva.

## Matematika
971 je:
- Deficientní číslo
- Prvočíslo
- Nešťastné číslo

## Astronomie
- (971) Alsatia je planetka hlavního pásu, kterou objevil v roce 1921 Alexandre Schaumasse
- NGC 971 je hvězda v souhvězdí Trojúhelníku

## Ostatní
- +971 je mezinárodní telefonní předvolba Spojených arabských emirátů

## Roky
- 971
- 971 př. n. l.